# مادلين فونتين
مادلين فونتين (بالفرنسية: Madeline Fontaine)‏ هي مصممة أزياء تقليدية فرنسية، ولدت في القرن العشرين في فرنسا.

## وصلات خارجية
- مادلين فونتين على موقع IMDb (الإنجليزية)
- مادلين فونتين على موقع ألو سيني (الفرنسية)
- مادلين فونتين على موقع أول موفي (الإنجليزية)
- مادلين فونتين على موقع قاعدة بيانات الأفلام السويدية (السويدية)
- مادلين فونتين على موقع قاعدة بيانات الفيلم (الإنجليزية)
- مادلين فونتين على موقع كينوبويسك (الروسية)